# بازیکن خارجی سال سری آ
بازیکن خارجی سال سری آ (به ایتالیایی: Migliore calciatore straniero) جایزهٔ سالانهٔ سازمان یافته‌ای بود که توسط انجمن فوتبال ایتالیا (AIC) به بازیکن فوتبال غیر ایتالیایی که بهترین عملکرد را نسبت به فصل گذشته داشته باشد، اهدا می‌شد. دیگو میلیتو آخرین بازیکنی بود که به این جایزه در سال ۲۰۱۰ دست یافت.

## برندگان
| سال  | بازیکن             | باشگاه        |
| ---- | ------------------ | ------------- |
| ۱۹۹۷ | زین‌الدین زیدان     | یوونتوس       |
| ۱۹۹۸ | رونالدو            | اینتر میلان   |
| ۱۹۹۹ | گابریل باتیستوتا   | فیورنتینا     |
| ۲۰۰۰ | آندری شوچنکو       | میلان         |
| ۲۰۰۱ | زین‌الدین زیدان     | یوونتوس       |
| ۲۰۰۲ | دیوید ترزگه        | یوونتوس       |
| ۲۰۰۳ | پاول ندود          | یوونتوس       |
| ۲۰۰۴ | کاکا               | میلان         |
| ۲۰۰۵ | زلاتان ابراهیموویچ | یوونتوس       |
| ۲۰۰۶ | کاکا دیوید سوازو   | میلان کالیاری |
| ۲۰۰۷ | ریکاردو کاکا       | میلان         |
| ۲۰۰۸ | زلاتان ابراهیموویچ | اینتر میلان   |
| ۲۰۰۹ | زلاتان ابراهیموویچ | اینتر میلان   |
| ۲۰۱۰ | دیگو میلیتو        | اینتر میلان   |

### باشگاهی
| باشگاه      | بازیکنان | مجموع |
| ----------- | -------- | ----- |
| یوونتوس     | ۴        | ۵     |
| اینتر میلان | ۳        | ۴     |
| میلان       | ۲        | ۴     |
| فیورنتینا   | ۱        | ۱     |
| کالیاری     | ۱        | ۱     |

### ملیت
| کشور      | بازیکنان | مجموع |
| --------- | -------- | ----- |
| برزیل     | ۲        | ۴     |
| فرانسه    | ۲        | ۳     |
| سوئد      | ۱        | ۳     |
| آرژانتین  | ۲        | ۲     |
| جمهوری چک | ۱        | ۱     |
| هندوراس   | ۱        | ۱     |
| اوکراین   | ۱        | ۱     |

### پست بازی
| پست   | بازیکنان | مجموع |
| ----- | -------- | ----- |
| مهاجم | ۷        | ۹     |
| هافبک | ۳        | ۶     |